# Campeonato de Elite de Futebol de Praia
O Campeonato de Elite de Futebol de Praia é a principal competição de Futebol de Praia de Portugal. 
Criada como Liga Nacional em 2005, passou a designar-se Campeonato de Elite a partir de 2010, ano em que teve o apoio da Federação Portuguesa de Futebol, assim como no ano seguinte.
Desde 2012 que é organizada pela Federação Portuguesa de Futebol.
Os 3 primeiros classificados qualificam-se para a Taça Europeia de Clubes de Futebol de Praia. Desde 2020 que o campeonato lidera o ranking europeu da Beach Soccer Worldwide.

## Liga Nacional
A Liga Nacional de Futebol de Praia assumiu-se como o maior evento de Futebol de Praia de verão em Portugal entre 2005 e 2010. Este foi o resultado de um esforço das Associações de Futebol do Algarve, Castelo Branco, Leiria, Lisboa, Porto e Setúbal, em colaboração com diversas entidades nacionais e locais. A gestão ficou a cargo da SC Sports, entidade especializada em grandes eventos desportivos de verão. A competição realizava-se entre os meses de maio e julho em quatro etapas realizadas em diferentes regiões do país. Participaram na prova os clubes portugueses mais representativos, entre eles: FC Porto, SL Benfica, Sporting CP, Vitória FC, Vitória SC, Rio Ave FC e UD Leiria. A LNFP teve o alto patrocínio da Secretaria de Estado da Juventude e do Desporto.
| Edição |            | Final     | Final             | Final |
| Edição | Campeão    | Resultado | Finalista Vencido |       |
| 2005   | FC Porto   | 4 - 3     | Sporting CP       |       |
| 2006   | SL Benfica | 6 - 3     | Sporting CP       |       |
| 2007   | SL Benfica | 6 - 5     | UD Leiria         |       |
| 2008   | Vitória FC | 5 - 4     | UD Leiria         |       |
| 2009   | UD Leiria  | 5 - 2     | Rio Ave FC        |       |
| 2010   | Vitória FC | 3 - 2     | FC Porto          |       |

## Palmarés
| Clube      | Títulos | Anos dos Títulos |
| SL Benfica | 2       | 2006, 2007       |
| Vitória FC | 2       | 2008, 2010       |
| FC Porto   | 1       | 2005             |
| UD Leiria  | 1       | 2009             |

## Elite de Futebol de Praia
O Campeonato de Elite de Futebol de Praia é uma competição nacional disputada em Portugal nos meses de julho e agosto sob a égide da Federação Portuguesa de Futebol. 
A competição começou em 2010, substituindo assim a anterior Liga Nacional de Futebol de Praia que conheceu a sua última edição nesse mesmo ano. 
As edições de 2010 e 2011 foram organizadas com o apoio da Federação Portuguesa de Futebol e esta passou a organizar a competição a partir da edição de 2012.
O torneio conta com três fases distintas, com apenas alguns dias de intervalo de cada fase sob o sistema de campeonato por pontos.
| Edição |               | Campeão                | Segundo classificado            | Terceiro classificado           | Quarto classificado |
| 2010   | Sporting CP   | SL Benfica             | ACD Sótão                       | Vitória SC                      |                     |
| 2011   | Vitória SC    | Sporting CP            | Rio Ave FC                      | AD Sótão                        |                     |
| 2012   | CF Belenenses | ACD Sótão              | AC Arrentela                    | Vitória FC                      |                     |
| 2013   | SC Braga      | Estoril Praia          | ACD Sótão                       | CD Nacional                     |                     |
| 2014   | SC Braga      | Sporting CP            | CD Nacional                     | Leixões SC                      |                     |
| Edição | Campeão       | Segundo classificado   | Semi-finalistas                 | Semi-finalistas                 |                     |
| 2015   | SC Braga      | Sporting CP            | Leixões SC e CF Os Belenenses   | Leixões SC e CF Os Belenenses   |                     |
| 2016   | Sporting CP   | SC Braga               | CB de Loures e CF Os Belenenses | CB de Loures e CF Os Belenenses |                     |
| 2017   | SC Braga      | Sporting CP            | GRAP Hallstar e CD Nacional     | GRAP Hallstar e CD Nacional     |                     |
| 2018   | SC Braga      | Sporting CP            | CB de Loures e CD Nacional      | CB de Loures e CD Nacional      |                     |
| 2019   | SC Braga      | Sporting CP            | GRAP Hallstar e GD Alfarim      | GRAP Hallstar e GD Alfarim      |                     |
| Edição | Campeão       | Segundo classificado   | Terceiro classificado           | Quarto classificado             |                     |
| 2020   | Sporting CP   | SC Braga               | CB Loures                       | GD Chaves                       |                     |
| 2021   | SC Braga      | Casa Benfica de Loures | Sporting CP                     | AD Buarcos                      |                     |
| 2022   | SC Braga      | Casa Benfica de Loures | Sporting CP                     | ACD Sótão                       |                     |
| 2023   | SC Braga      | ACD Sótão              | CD Nacional                     | AFD Torre                       |                     |
| 2024   | SC Braga      | ACD Sótão              | Vila Flor SC                    | GRAP Hallstar                   |                     |

## Palmarés
| Clube         | Títulos | Anos dos Títulos                                           |
| SC Braga      | 10      | 2013, 2014, 2015, 2017, 2018, 2019, 2021, 2022, 2023, 2024 |
| Sporting CP   | 3       | 2010, 2016, 2020                                           |
| CF Belenenses | 1       | 2012                                                       |
| Vitória SC    | 1       | 2011                                                       |